# Alexander von Lykonpolis
Alexander von Lykonpolis (häufig auch Lykopolis, altgriechisch Ἀλέξανδρος Λυκοπολίτης Aléxandros Lykopolítēs, lateinisch Alexander Lycopolitanus oder Lycopolita) war ein antiker griechischer Philosoph. Er lebte im späten 3. nachchristlichen Jahrhundert in Ägypten und gehörte der neuplatonischen Richtung an. Der Nachwelt blieb er als entschiedener Gegner des Manichäismus in Erinnerung. Diese damals noch sehr junge Religion war im persischen Sasanidenreich von Alexanders Zeitgenossen Mani gegründet worden, hatte sich nach Westen ins Römische Reich ausgebreitet und war von Missionaren auch nach Ägypten gebracht worden. Alexanders Polemik gegen den Manichäismus liefert wertvolle Informationen über dessen frühe Geschichte; sie lässt erkennen, dass er über die gegnerische Lehre gut informiert war. Sein Anliegen war die Verteidigung des platonischen Weltbilds gegen neuartige religiöse Lehren, die er für verworren und irrational hielt. 

## Leben und Werk
Alexander stammte aus Lykonpolis („Stadt der Wölfe“), dem heutigen Asyut in Ägypten. Er ist nur aus seinem einzigen erhalten gebliebenen Werk bekannt, der Streitschrift Gegen die Lehren Manis (Pros tas Manichaíou dóxas). Da er einerseits den Tod des Religionsstifters Mani († 277) erwähnt, andererseits von der 297 beginnenden Verfolgung der Manichäer im Römischen Reich unter Kaiser Diokletian offenbar nichts weiß, ist davon auszugehen, dass er sein Werk im Zeitraum zwischen 277 und 297 verfasst hat.
Wahrscheinlich erhielt Alexander seine philosophische Ausbildung in Alexandria. Später betätigte er sich – vermutlich in seiner Heimatstadt – als Philosophielehrer. Er war ein Neuplatoniker, dessen Denken auch von mittelplatonischem Gedankengut geprägt war. Als in seinem Umfeld manichäische Missionare auftauchten, die unter seinen Schülern mit einigem Erfolg für ihren Glauben warben, hielt er es für geboten, ihnen entgegenzutreten und ihre Lehren zu widerlegen. Zu diesem Zweck verfasste er seine Abhandlung, die älteste bekannte Streitschrift gegen den Manichäismus. Sie stellt eine wichtige Quelle für die frühmanichäische Gedankenwelt dar, denn Alexander verfügte offenbar über Informationen, die er einer authentischen Darstellung der manichäischen Religion aus der Sicht ihrer Anhänger verdankte. Wertvoll sind insbesondere seine Ausführungen über die Kosmogonie der Manichäer, ihre Lehre von der Weltentstehung.
Einzelne Stellen des überlieferten Textes der Abhandlung scheinen von einem Christen überarbeitet worden zu sein.

## Alexanders Darstellung und Kritik des Manichäismus
Historischer und religionskundlicher Hintergrund
Die Abhandlung Gegen die Lehren Manis war nicht für ein breites Publikum bestimmt; es handelt sich um eine philosophische Fachschrift, mit der Alexander die Unvereinbarkeit von Platonismus und Manichäismus aufzeigen wollte. Mit Besorgnis stellte er fest, dass Manis Ideen sogar unter Philosophen Anklang fanden. Dieser Entwicklung versuchte er Einhalt zu gebieten.
Alexander hielt den Manichäismus für eine pervertierte Variante des Christentums. Dabei ging er vom manichäischen Selbstverständnis aus; Mani war unter anderem als Fortsetzer und Vollender der Mission Christi aufgetreten und hatte sich als Apostel Christi bezeichnet. Daher begann Alexander seine Schrift mit Ausführungen über „die Philosophie der Christen“, die er als „einfach“ bezeichnete. Er beurteilte das Christentum relativ milde, denn er sah darin eine triviale, aber für schlichte Gemüter hilfreiche Lehre. Diese bestehe hauptsächlich aus moralischen Anweisungen, mit denen die Christen überhäuft würden, ohne dass man sich um eine philosophische Grundlegung ethischer Prinzipien bemühe. Es gehe nur um das praktische Ziel, gewöhnliche Leute auf den Pfad der Tugend zu bringen, was auch tatsächlich erreicht werde. Darin erschöpfte sich aus Alexanders Sicht der ursprüngliche Sinn des Christentums. Das Fehlen einer tauglichen theoretischen Basis habe sich jedoch als verhängnisvoll erwiesen, denn es seien ehrgeizige und neuerungssüchtige, aber zu gedanklicher Klarheit unfähige Sektengründer aufgetaucht, die neue Lehren eingeführt und unter den Christen vielfache Aufspaltung herbeigeführt hätten. So sei aus der ursprünglichen schlichten Lehre eine hoffnungslos komplizierte und nutzlose Dogmatik geworden. Nach Alexanders Einschätzung befand sich das Christentum bereits in einem Auflösungsprozess, den er mit dem Niedergang der sophistischen Streitkunst verglich.
Das Wirken Jesu stellte Alexander wohlwollend dar. Er betrachtete ihn nicht als Erlöser, sondern als verdienstvollen Tugendlehrer für Bauern und Handwerker.
Argumentation gegen den Manichäismus
Das extremste Beispiel für ein aus der christlichen Tradition hervorgegangenes abwegiges Sektierertum ist für Alexander der Manichäismus. Kurz geht der neuplatonische Philosoph auf das Leben Manis und die manichäische Missionstätigkeit ein, dann beschreibt er die Lehre, worauf er sich der Widerlegung zuwendet. Bei der Darstellung der Lehre hebt er hervor, dass der Manichäismus die Materie (hyle) als „regellose Bewegung“ (átaktos kínēsis) definiere, worin ein fundamentaler Unterschied zur platonischen und zur aristotelischen Vorstellung von der Materie bestehe.
Bevor er mit der systematischen Kritik beginnt, schildert er das Dilemma, in dem er sich sieht. Die Lehre, mit der er sich auseinandersetzen will, sei irrational, sie stütze sich nicht auf Argumente, sondern auf die Autorität von Schriften. Daher sei sie schwer zu falsifizieren. Statt eines Beweisgangs, den man überprüfen könnte, finde man nur Behauptungen. Wenn er eine präzise wissenschaftliche Widerlegung präsentiere, werde er damit diejenigen nicht erreichen, die sich dem Manichäismus kritiklos angeschlossen hätten. Begebe er sich jedoch auf das Niveau der Gegner, indem er sich einer unsachlichen Beeinflussungstechnik bediene, so verfalle er in eben den Fehler, den er ihnen vorwerfe. Um dem Dilemma zu entgehen, habe er sich für ein sehr sorgfältiges Vorgehen entschieden.
Zunächst richtet sich seine philosophische Polemik gegen den manichäischen Dualismus, gegen die Annahme, es gebe zwei einander entgegengesetzte ebenbürtige Urprinzipien, den guten Gott und die als unabänderlich böses Finsternisprinzip aufgefasste Materie, die miteinander im Kampf lägen. Unter anderem bringt er vor, dass in diesem Fall, wenn es sich bei beiden um reale, erschaffende Urprinzipien handle, jedes von ihnen eine eigene Materie als passives Substrat benötigen würde. Damit wären bereits vier Prinzipien erforderlich, was Mani jedoch nicht erkannt habe. Überdies setze die Materie, wenn sie gemäß der manichäischen Lehre regellose Bewegung sei, die Existenz von etwas Bewegtem voraus, nämlich der Elemente. Dann sei aber unklar, was das zweite Urprinzip sei, der Beweger oder das von ihm Bewegte. Alexander verwirft die dualistische Basis des gegnerischen Weltbilds von seinem monistischen Standpunkt aus; nach seiner Überzeugung ist auch die Materie auf die Gottheit zurückzuführen und daher nicht als schlecht zu betrachten. Entschiedener als andere Neuplatoniker lehnt er es ab, die Materie mit dem Schlechten in Verbindung zu bringen. Er trägt die Überlegung vor, entweder entspreche es der Natur des obersten Prinzips, sich in die Materie zu ergießen, oder es widerspreche ihr. Im ersten Fall könne die Materie als Produkt des schlechthin Guten nicht schlecht sein, im zweiten hätte es nie zur Vermischung der beiden Urprinzipien kommen können.
Außerdem argumentiert er, eine „regellose“ Veränderung sei im Bereich der Materie gar nicht möglich, da dieses Merkmal keiner der verschiedenen Arten von Veränderung zukommen könne. Vielmehr verlaufe jede Veränderung gesetzmäßig. Ferner könne die von Mani angenommene Interaktion zwischen den beiden Urprinzipien nur zustande kommen, wenn zwischen ihnen ein drittes vermittelndes Prinzip bestehe, da sie anderenfalls miteinander nichts zu tun hätten. Dann aber wäre zu fragen, ob das dritte Prinzip körperlich oder unkörperlich sei. In beiden Fällen könne es die Vermittlungsfunktion nicht ausüben und erweise sich damit als überflüssig. Die Frage nach Körperlichkeit oder Unkörperlichkeit stelle sich auch hinsichtlich der zwei Prinzipien Manis. Wie auch immer man sie beantworte – beide Prinzipien seien unkörperlich oder beide körperlich oder eines körperlich, das andere unkörperlich –, jede mögliche Antwort führe im Rahmen des manichäischen Systems zu einer absurden Konsequenz.
Auch die manichäische Behauptung, Gott habe eine Macht (dýnamis) hinab zur Materie gesandt, um dem Übel ein Ende zu setzen, muss nach Alexanders Argumentation zu widersinnigen Folgerungen führen. Aus empirischer Sicht hält er ihr entgegen, es seien keinerlei Auswirkungen dieses angeblichen Vorgangs erkennbar.
Für lächerlich hält Alexander die manichäische Annahme, eine böse Macht könne in der Lage sein, Gott als ebenbürtiger Gegner entgegenzutreten, sich zu seinem Reich zu erheben und es anzugreifen. Aus der Sicht des Philosophen kann es keinen Grund geben, aus dem ein böses Prinzip einen Kampf gegen das Gute führen würde, und es wäre dazu auch grundsätzlich nicht imstande. Wenn es ein Reich des absolut Schlechten gäbe, so müsste es seiner Natur nach zwangsläufig kraftlos, chaotisch und in sich selbst verschlossen sein; anderenfalls hätte es teilweise gute Merkmale. Das absolut Schlechte hätte weder ein Motiv, sich dem Bereich des Guten zu nähern, noch die dafür erforderliche Kraft und Fähigkeit zu zweckmäßigem Handeln. Jedes Bedürfnis, sich irgendwie mit dem Guten zu befassen, ist Ausdruck eines Strebens in die richtige Richtung und insofern gut. Ein so gerichteter Impuls kann nur vom guten Prinzip stammen und könnte daher in einem Bereich des absolut Bösen prinzipiell nicht entstehen. Also kann es in einem konsequent dualistisch strukturierten Weltmodell wie dem manichäischen keine Berührung zwischen den beiden entgegengesetzten Prinzipien und somit auch keinen Konflikt zwischen ihnen geben.
Überdies – so Alexander – kann sich Gott nicht im Krieg gegen die Materie befinden, da ihm sonst Eigenschaften zugeschrieben werden müssten, die mit seiner Güte unvereinbar sind. So werden ihm von manichäischer Seite Zorn und das Bedürfnis unterstellt, die feindliche Materie zu bestrafen. Solche Regungen sind aber schon für einen tugendhaften Menschen auszuschließen; erst recht abwegig ist es, sie Gott als dem Guten schlechthin beizulegen.
Dem linearen Welt- und Geschichtsbild der Manichäer setzt Alexander sein zyklisches entgegen. Während die Welt, in der die Menschen leben, für die Manichäer ihrem Ende – dem endgültigen Sieg des guten Prinzips – entgegengeht, ist sie für die Platoniker und die Aristoteliker ewig. Alexander macht geltend, die Annahme eines graduellen historischen Fortschritts zum Besseren finde keine Stütze in der Erfahrung, vielmehr habe sich – wenn man von der biblischen Geschichte ausgeht – das Übel seit dem Beginn der Welt nicht vermindert. So wie nach der jüdischen und christlichen Überlieferung schon Kain seinen Bruder Abel erschlug, so werde auch in der Gegenwart gemordet und die Kriege hätten nicht abgenommen. Da nirgends eine historische Entwicklung zum Guten erkennbar sei, könne das Übel nicht als vorübergehendes Phänomen in einem kosmologischen Prozess erklärt werden, und die Erwartung, es werde künftig abnehmen und schließlich verschwinden, sei illusionär. Überdies sei der Manichäismus widersprüchlich, da er einerseits einen Fortschritt einzelner Individuen und der ganzen Menschheit zum Guten für möglich halte und andererseits eine regellose Bewegung der bösen Materie, die Schlechtigkeit hervorbringe, annehme. Eine solche Bewegung müsste entweder den Fortschritt wiederum zunichtemachen oder mit dessen Vollendung aufhören. Letzteres widerspreche aber der Natur einer manichäisch aufgefassten Materie.
Zahlreiche Ungereimtheiten sieht Alexander in der Kosmologie und Kosmogonie der Manichäer, auf die er detailliert eingeht. Er wirft ihnen vor, sie hätten auf diesem Gebiet Behauptungen aufgestellt, obwohl sie nichts von Astronomie verstünden. Statt ihre Thesen plausibel zu machen, begnügten sie sich damit, ihr Modell ohne Beweisführung darzulegen. Für solche Leute sei es charakteristisch, mythologische Dichtung zu zitieren, wenn ihnen Argumente fehlten.

## Rezeption
Im 9. Jahrhundert befassten sich byzantinische Gelehrte, darunter insbesondere der Patriarch Photios I. von Konstantinopel, aus aktuellem Anlass mit dem Werk Alexanders. Damals bekämpfte Kaiser Basileios I. die Paulikianer, eine christliche Bewegung, die zur Hierarchie der orthodoxen Kirche in scharfer Opposition stand. Die Paulikianer, deren theologische Ansichten als häretisch verdammt wurden, galten als geistige Erben des Manichäismus. Daher wurde eine umfangreiche Sammlung von einschlägig verwertbaren antimanichäischen Texten zusammengestellt, die für den Kaiser bestimmt war. Dazu gehörte auch die Streitschrift Alexanders. Diesem Anlass ist zu verdanken, dass Alexanders Abhandlung erhalten geblieben ist. Die gesamte handschriftliche Überlieferung basiert auf einem einzigen byzantinischen Codex, der im späten 9. oder frühen 10. Jahrhundert angefertigt wurde und sich heute in der Biblioteca Medicea Laurenziana in Florenz befindet.
Photios behauptete irrtümlich, Alexander sei Christ und Bischof von Lykonpolis gewesen. Damit verschaffte er dem antiken paganen Neuplatoniker theologische Autorität. Der Irrtum des Photios war noch in der Frühen Neuzeit und bis ins 19. Jahrhundert verbreitet; im 18. Band von Mignes Patrologia Graeca, der 1857 erschien, wurde Gegen die Lehren Manis als Werk eines Kirchenschriftstellers gedruckt. Zwar hatte schon 1696 der Kirchenhistoriker Louis-Sébastien Le Nain de Tillemont erkannt, dass es sich um einen paganen Autor handelt, doch setzte sich diese Einsicht nur langsam durch.
Die erste Ausgabe wurde 1672 in Paris veröffentlicht. Der Herausgeber war François Combefis, der auch eine lateinische Übersetzung anfertigte. Der Text war durch zahlreiche Auslassungen und Verderbnisse entstellt. Eine brauchbare Edition erschien erst 1895; sie wurde von August Brinkmann erstellt und ist noch heute maßgeblich.
In der modernen Forschung wird Alexander als origineller Denker gewürdigt, der ein eigenes System entwickelte und den Offenbarungsglauben seiner Gegner einer philosophischen Kritik unterzog. Man hält ihm auch zugute, dass er – im Gegensatz zur oft hasserfüllten antimanichäischen Polemik kirchlicher Autoren – bei aller Schärfe der Meinungsverschiedenheiten sachlich blieb. Allerdings wird auch darauf hingewiesen, dass sich sein Manichäismusbild teilweise erheblich von der authentischen Lehre Manis unterscheidet. Dies betrifft insbesondere die Erlösungslehre, in der Alexander den Manichäern einen stoischem Gedankengut ähnlichen Fatalismus unterstellte.

## Textausgabe
- August Brinkmann (Hrsg.): Alexandri Lycopolitani contra Manichaei opiniones disputatio. Teubner, Stuttgart 1989, ISBN 3-519-01024-0 (Nachdruck der Ausgabe von 1895; online)

## Übersetzungen
- Pieter Willem van der Horst, Jaap Mansfeld: An Alexandrian Platonist against Dualism. Alexander of Lycopolis’ Treatise ‘Critique of the Doctrines of Manichaeus’. Brill, Leiden 1974, ISBN 90-04-04157-5 (englische Übersetzung mit Einleitung)
- André Villey: Alexandre de Lycopolis: Contre la doctrine de Mani. Les Éditions du Cerf, Paris 1985, ISBN 2-204-02238-1 (französische Übersetzung mit Einleitung und ausführlichem Kommentar)